# Natuurreservaat Krustkalni
Het Natuurreservaat Krustkalni (Lets: Krustkalnu dabas rezervāts) is een strikt natuurreservaat in Madonas novads, oostelijk Vidzeme in het westen van het Oostelijke Laagland van Letland.
Het reservaat omvat vooral dennen- en sparrenbossen met verspreid loofbomen, en in sommige plaatsen ook loofbossen. De meest voorkomende bossoorten zijn fijnspar-berk-esp (Lets: damaksnis), berk-esp-witte els en andere loofbomen (vēris) en dennenbos van rijkere grond (mētrājs). 
Door de aanwezigheid van lagen zoetwater-kalksteen ontstonden er vele waterbronnen, welke een unieke flora met vele zeldzame soorten voortbrachten. 55 soorten vaatplanten zijn er geteld, waaronder 32 beschermde (zoals Gladiolus imbricatus, Pulmonaria angustifolia, Thesium ebracteatum, grootbloemig vingerhoedskruid en Ligularia sibirica).
Er komen meer dan 1.550 ongewervelde diersoorten voor waaronder 1.170 soorten vlinders, en 152 vogelsoorten.
Het landschap is zeer heuvelachtig, met de heuvelruggen Praulienas pauguraine en Madonas-Trepes valnis, en de Dūku-Svētes-depressie. De hoogte varieert van 94m in de laagten tot 164m op de heuveltoppen. De wanden van de Madonas-Trepes valnis zijn duidelijk geprononceerd, en in de Dūku-Svētes-depressie bevinden zich meerdere natuurlijke bronnen.
Wateroppervlakken beslaan in totaal 70 hectare. De grootste van de in totaal 13 meren zijn de Svētes (Dreimaņu), Lielais Plencis en Mazais Plencītis. Aan de westelijke oever van het Svētes-meer bevindt zich de Krāku-bron, de grootste koolzuurhoudende bron in haar soort. In de Dūku-Svētes-depressie bevindt zich tevens het kalksteen-waterreservoir van Ļaudona.

## Natuur

### Bosland
Bossen omvatten 90% van de oppervlakte van het reservaat. De belangrijkste types zijn:
- 56% droog bosland
- 40% ontwaterd veenbos (kūdreņi)
- 3% moerasbos (purvaiņi)
- 1% bos van mineraalrijke vochtige grond (slapjaiņi)
- <1% bos van mineraalarme grond (āreņi)

De meest voorkomende boomsoorten zijn:
- 48% dennen
- 33% berken
- 16% sparren

### Moerassen
Slechts 18.4 ha van het reservaat wordt ingenomen door moerasland. Het grootste deel daarvan bestaat uit laagveen met kleine vennen in de laagten tussen de heuvels. Het moeras staat onder druk van begroeiing door wilgen, elzen en riet, en door wisselingen in het waterniveau.

### Grasland
Graslanden nemen een oppervlakte van 88 ha van het reservaat in. Wegens de relatief steile hellingen van het reservaat worden deze meestal met de zeis of met kleine door paard getrokken maaimachines gemaaid.
De kalkhoudende gronden van het reservaat kunnen worden verdeeld in droge, matig vochtige en vochtige graslanden. Vochtige en slecht toegankelijke graslanden worden overgroeid door wilgen. Het grasland wordt ook bedreigd door schommelingen in waterpeil en infrastrukturele werken.

### Meren en beken
Meren en waterlopen nemen 4% van de oppervlakte van het reservaat in.
De waterlopen zijn klein en vrijwel geheel gereguleerd. De Svētupe, met haar zijrivier Niedruška, is een langzaam stromende beek met een oeverzone van cypergrassen, riet en egelskop en planten met drijvende bladeren zoals gele plomp en fonteinkruid. Iets sneller stroomt de Nirīte, met grote watereppe, getande veldkers (Cardamine dentata) en fijne waterranonkel.
In de meren Svētes en Mazais Plencītis groeien kranswieren en aan de oevers zegge, galigaan, riet en kleine lisdodde. De Lielais Plencis is dichtgegroeid met riet en galigaan.

### Antropogene biotopen
In het reservaat bevindt zich een zestal bewoonde boerenhoven met kleine gebieden die als moestuin gebruikt worden. Direct bij de boerderijen bevinden zich recente ontginningen, oudere ontginningen zijn al tot graslanden getransformeerd.
Er bevinden zich een aantal voormalige kalksteengroeves met gedegradeerde bodems welke geleidelijk met riet en wilgen begroeid raken. Een grindgroeve in het reservaat is niet langer in gebruik.
Het reservaat wordt doorsneden door de P82 (Jaunkalsnava-Lubāna) en de V876 (Ļaudona-Bērzaune), en door boswegen.
Wegbermen en aangeplante bossen met droog naaldhout bieden plaats aan lichtbehoevende beschermde plantensoorten.